# تپه بان پرور
تپه بان پرور در شهرستان دره‌شهر، بخش بدره، روستای سرتنگ واقع شده و این اثر در تاریخ ۱۴ مرداد ۱۳۸۲ با شمارهٔ ثبت ۹۵۳۰ به‌عنوان یکی از آثار ملی ایران به ثبت رسیده‌است.